# Chałupa rybacka nr 21 we wsi Dąbki

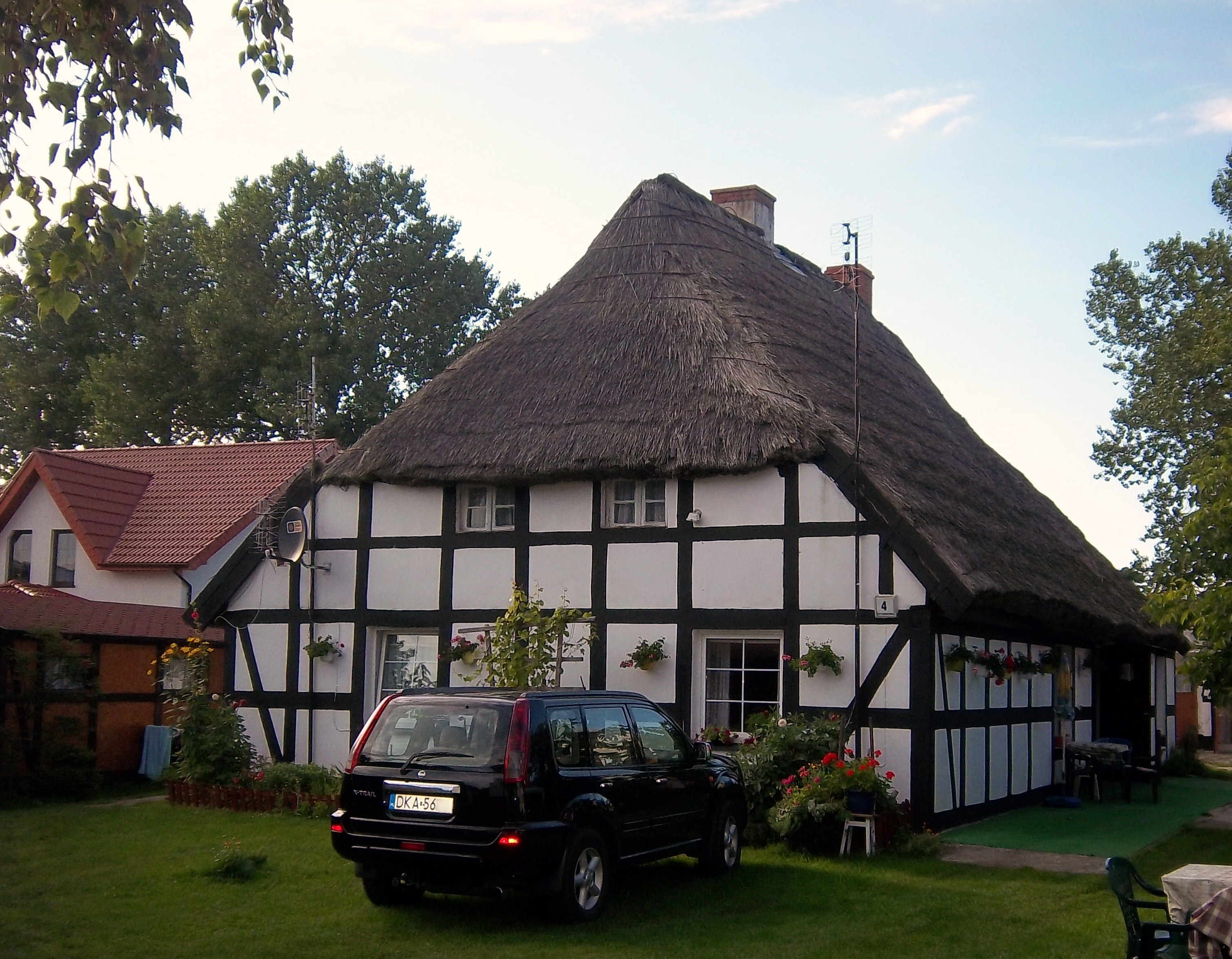
Chałupa rybacka nr 21 we wsi Dąbki

Chałupa rybacka nr 21 we wsi Dąbki usytuowana przy ulicy Sztormowej 4, wybudowana w 1855 roku. Budynek wpisany do rejestru zabytków pod nr rej.: 875 z 31.01.1974
Pierwotnie obejście składało się z chałupy i stodoły z szopami. Stodoła była wielokrotnie przemurowana i nie stanowi obecnie wartości zabytkowej. Oba obiekty ustawiono szczytami do bocznej drogi wiejskiej. 
Dom ma konstrukcję szachulcową. Ściany pobielono wapnem, a belki pomalowano czarną farbą. Konstrukcję ramową ścian wykonano z dębiny. Chałupę zakrywa naczółkowo-dymnikowy dach, pokryty trzciną. Poszycie po obu stronach kalenicy podpierają dwa rzędy tyczek. 
Do wnętrza domu prowadzą dwa wejścia. Szerokie, dwuskrzydłowe drzwi paradne zostały umieszczone na ścianie licowej, od drogi głównej i prowadzą do sieni. Na drzwiach znajduje się rok budowy domu – 1855, Budynek dwutraktowy. W trakcie pierwszym sień jest szeroka i krótka. W drugim trakcie zwęża się i prowadzi do drzwi od podwórza. Po obu bokach sieni pierwszego traktu usytuowano dwie izby paradne. W trakcie drugim umiejscowiono kuchnię, komory i alkierze.
Budynek stoi na fundamencie z kamieni polnych, wzmocnionych zaprawą wapienno-cementową.